# Pardisan

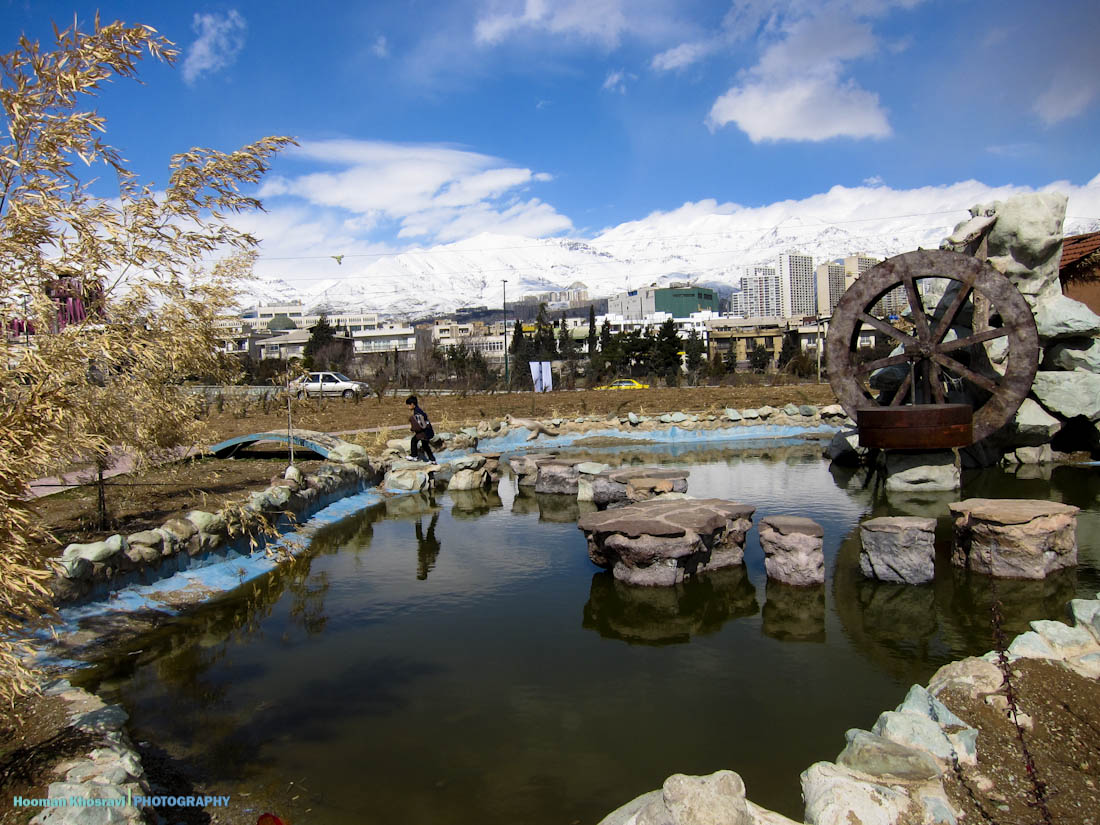
Le parc Pardisan

Le parc Pardisan (aussi appelé le Parc Forestier Pardisan, (en persan : پارک جنگلی پردیسان) est un complexe à usage multiples couvrant plus de 270 hectares est situé au nord-ouest de Téhéran. Il est limité au nord par l'autoroute Hemmat et au sud par l'autoroute Resalat, à l'est par l'autoroute Sheykh Fazollah et à l'ouest par le quartier de Mahmood Abad.
Ce complexe est avant tout un centre d'enseignement, de recherche et de culture avec l'objectif de créer une bonne facilité pour l'étude de l'environnement dans ses différents aspects. Cependant, en addition à ses activités scientifiques, des facilités ont été créées pour les visiteurs dans une ambiance inspirante et éducationnelle. Autrement dit, ce parc est un projet à objectif multiples, fournissant un cadre d'éducation récréatif et dans une ambiance relaxée, dans le but d'augmenter la sensibilisation du public à l'environnement. Le parc contient un musée de la biodiversité, un parc de la vie sauvage, un théâtre, des aires de jeux et plusieurs autres structures.
Dans le parc vivent plusieurs animaux comme le Chat de Pallas, ou manul. Le Chat de Pallas est un petit chat d'Asie qui tire son nom du naturaliste allemand, Peter Simon Pallas, qui le décrivit en premier. Il nota qu'il lui manquait les dents pré-molaires avant, lui donnant 28 au lieu de 30 (chiffre auparavant communément admis). Il suggéra aussi qu'il était l'ancêtre d'une race de chats persans domestiques à cause de sa longue fourrure, de sa constitution trapue et de son visage aplati.